# Dolenja vas pri Mirni Peči
Dolenja vas pri Mirni Peči je naselje u slovenskoj Općini Mirnoj Peči. Dolenja vas pri Mirni Peči se nalazi u pokrajini Dolenjskoj i statističkoj regiji Jugoistočnoj Sloveniji. 

## Stanovništvo
Prema popisu stanovništva iz 2002. godine naselje je imalo 88 stanovnika.